# Isabella de Braose
Isabella, princesa de Gales y señora de Snowdon (h. 1222 – h. 1248), fue la primogénita de William de Braose, señor de Abergavenny, y de su esposa, Eva Marshal (hija de William Marshal, I conde de Pembroke). Isabella contrajo nupcias con el príncipe Dafydd II de Gales, aunque  no nacieron hijos de esta unión.

## Matrimonio
En 1228, el príncipe Llywelyn había capturado en batalla a William de Braose, uno de los barones con más influencia de las Marcas Galesas; William se vio obligado a aceptar tres importantes principios antes de que Llywelyn lo dejara en libertad: en primer lugar, William tenía que pagar un rescate de 2000 libras, «una suma que se correspondía con tanta exactitud a la que Llywelyn tuvo que pagarle al rey que cabe conjeturar que el príncipe pretendía que una deuda liquidara la otra», según J. E. Lloyd. en segundo lugar, William tenía que acceder a no volver a levantarse en armas contra Llywelyn; por último, William tenía que acceder a concertar el matrimonio entre su primogénita y coheredera, Isabella (con el señorío y el castillo de Builth como dote), y Dafydd, el heredero de Llywelyn. Una vez aceptados estos términos, William quedó en libertad en 1229.
Gracias a la alianza por vía matrimonial entre el principado galés y las extensas propiedades de Braose en el centro y el sur de Gales, se solidificarían las fronteras del sur del principado. «Parecía que los dos potentados estaban a punto de entablar una estrecha alianza cuando los lazos se cortaron de repente al enterarse Llywelyn de un enredo, que sin duda se había iniciado en el período del cautiverio, entre William y la esposa [de Llywelyn]», según las palabras de Lloyd. Durante una visita cordial que le hizo William de Braose a Llywelyn en la corte de Aber del príncipe galés en pascua, Llywelyn se encontró a su esposa con William «en mitad de la noche». Al descubrir la aventura, Llywelyn ordenó que encarcelaran por separado a Juana y a William. A medida que el escándalo de la captura del noble se extendía por todo Gales y la Marca, «los enemigos de esta casa se apresuraron desde todos los rincones para ver cómo le exigían cuentas a este canalla de odiada estirpe», escribió Lloyd, «aunque Llywelyn hubiera estado de humor para resistir la marea de la pasión popular, le habría resultado difícil hacer frente a la exigencia de que muriera William».

El 2 de mayo, en una propiedad de nombre «Crokein», [William] fue «Crogyn», es decir, colgado en un árbol, y ello no en privado o de noche, sino abiertamente y a plena luz del día, en presencia de más de 800 hombres reunidos para contemplar el lamentable y triste espectáculo.
El abad de Vaundey citado por J. E. Lloyd,  History of Wales from the Norman Invasion to the Edwardian Conquest, p. 213.

No obstante, Llywelyn no quería poner en peligro un matrimonio político que, por lo demás, era inteligente. Por ello, le escribió a  Eva, la viuda de William, y al hermano de ésta, el II conde de Pembroke, que era el tutor de Isabella y sus hermanas (coherederas de Braose) para comunicarles su deseo de que prosiguiera el compromiso. Isabella se casó en 1230 con Dafydd, el futuro príncipe de Gales.

## Últimos años
Tras la muerte de Llywelyn en 1240, Dafydd se convirtió en el gobernante de Gwynedd y en el principal líder de Gales, y su tío, el rey Enrique III de Inglaterra, lo reconoció como príncipe de Gales. Sin embargo, la unión entre Isabella y Dafydd no produjo ningún hijo. La Corona inglesa impugnó la dote del señorío y el castillo de Builth, y, con el tratado de Woodstock de 1247, quedó transferida a la corona. Sin embargo, como heredera de su madre, Isabella recibió el castillo de Haverfordwest, unas tierras en Caerleon y Glamorgan, así como ganado y otros bienes conforme a la ley galesa al ser la viuda del príncipe Dafydd. En agosto de 1246, el ganado se transfirió a las tierras del conde de Gloucester.

## Novelas históricas
La princesa Isabella aparece en varias novelas históricas como personaje secundario:
- Raymond Foxall (1959). Song for a Prince: The Story of Llywelyn the Great abarca el período que comprende desde la invasión del rey Juan en 1211 hasta la ejecución de William de Braose.
- Sharon Kay Penman (1985), Here be Dragons. Isabella figura como personaje secundario que se casa con el príncipe Dafydd de Gales.
- Edith Pargeter (1960–63). «The Heaven Tree Trilogy» tiene como personajes principales a Llywelyn, Juana, William de Braose y varios de los hijos de Llywelyn, entre los que se encuentra Dafydd casado con Isabella.